# Бобровський Борис Павлович
Бобровський Борис Павлович (7 січня 1868 — після 1918) — військовий діяч, генерал-поручник Армії Української Народної Республіки, дипломат.

## Життєпис
Народився у сім'ї дійсного статського радника старшого лікаря Петровського Полтавського кадетського корпусу Бобровського Павла Григоровича, затвердженого у дворянстві Указом Герольдії від 22 травня 1867 року. Мати — Любов Яківна. Брати — Володимир, Павло, Сергій; сестри — Олександра і Людмила.
Закінчив Полтавський кадетський корпус (1885), 1-ше Павловське військове училище (1886), Миколаївську академію Генерального штабу у Санкт-Петербурзі (1893).

### В Російській армії
Учасник Російсько-японської війни 1904—1905.
З 1908 полковник, призначений командиром 6-го стрілецького полку.
3 липня 1911 генерал-майор, переведений в генеральний штаб.
У роки Першої світової війни — на Північно-Західному фронті, начальник штабу Двінського військового округу.

### На службі Україні
З утворенням Української Центральної Ради навесні 1917 організував і очолив Українську військову громаду в Двінську (нині м. Даугавпілс в Латвії), сприяв формуванню військових частин для УЦР.
Після Жовтневого перевороту 1917 прибув до Києва, в листопаді очолив утворений Український генеральний військовий штаб. Під його керівництвом розроблено проект організації Армії УНР, її вищого керіництва, укладалися закони про постійне військо, статути, однострої і військові відзнаки. Розроблено проекти формування Київського, Харківського та Одеського військових округів.
Від 23.11.1917 до 12.02.1918 — начальник Українського Генерального штабу.
На початку лютого 1918 року, під час захоплення Києва більшовицькими військами під командуванням М. Муравйова, потрапив у полон і був розстріляний.
У деяких джерелах міститься інформація про те, що від 26.07.1918 року військ він був військовим аташе Посольства Української Держави в Болгарії, а у грудні 1918 року визнав владу Директорії УНР і протягом 1919 року залишався військовим аташе УНР у Болгарії та Румунії (Софія). Свідчення про його перебування на еміграції у Парагваї, мабуть, є результатом помилкового сприйняття його за іншого генерала — Бобровського Сергія Павловича, який дійсно проживав у Парагваї.